# OG Maco
Бенедикт Чіаджулам Ігесіаба-мл., більш відомий під псевдонімом OG Maco — американський репер, співзасновник лейблу OGG (скор. від «Originality Gains Greatness»).

## Кар'єра
Зростаючи з друзями, входив до гурту Dr. Doctor, в якому був гітаристом і вокалістом. Заснував лейбл OGG, завдяки якому познайомився з тоді ще нікому не відомим продюсером OG Parker. У 2014 році привернув до себе увагу завдяки вірусному відеокліпу «U Guessed It». Того ж року став підписантом Quality Control Music, який став імпринтом Motown та Capitol Records наступного року. П
Потрапив до «2015 Freshman Class» за версією журналу XXL У 2016 році видав мініальбом For Scott… як присвяту своєму найбільшому натхненнику, американському реперу Kid Cudi, чиє справжнє ім'я — Скотт Мескаді.
За словами OG Maco, на нього найсильніше вплинули Black Sabbath, Kid Cudi та Currensy.

## Проблеми зі здоров'ям і смерть
28 липня 2016 року Ігесіба потрапив у майже смертельну автомобільну аварію та отримав численні переломи черепа, тріщини хребців, зламану очницю, прискорене серцебиття та ледь не втратив праве око.
У 2019 році в нього діагностували хворобу, що пожирає плоть, некротичний фасциїт, спричинену неправильним лікуванням невеликого шкірного висипу, який спотворив значну частину шкіри обличчя. Ігесіба страждав від депресії через боротьбу з хворобою. 12 грудня 2024 року його шпиталізували після самозаподіяного вогнепального поранення в голову. Наступні два тижні репер провів у комі. 26 грудня 2024 року він помер від отриманих поранень.

## Дискографія

### Студійні альбоми
| Назва           | Деталі                                                                                        |
| --------------- | --------------------------------------------------------------------------------------------- |
| The God of Rage | - Випущено: 29 жовтня 2021 - Лейбл: Desperado Records - Формат: Стрімінґ, завантаження музики |

### Спільні альбоми
| Назва                           | Деталі |
| ------------------------------- | --- |
| OG Maco (разом із Jake P. Noch) | - Випущено: 11 серпня 2023 - Лейбл: Jake P. Noch Family Office, LLC. - Формат: Cтрімінґ, завантаження музики |

### Мініальбоми
| Назва                                       | Деталі                                                                                          |
| ------------------------------------------- | ----------------------------------------------------------------------------------------------- |
| Public Speaking (як Maco Mattox)            | - Випущено: 7 червня 2012 - Лейбл: Самовидання - Формат: Завантаження музики                    |
| Live Life 2                                 | - Випущено: 24 жовтня 2014 - Лейбл: Quality Control Music, OGG - Формат: Завантаження музики    |
| OG Maco                                     | - Випущено: 28 листопада 2014 - Лейбл: Quality Control Music, OGG - Формат: Завантаження музики |
| Breathe                                     | - Випущено: 17 грудня 2014 - Лейбл: Quality Control Music, OGG - Формат: Завантаження музики    |
| Yep (разом із Rome Fortune)                 | - Випущено: 6 січня 2015 - Лейбл: Quality Control Music, OGG - Формат: Завантаження музики      |
| 15                                          | - Випущено: 15 лютого 2015 - Лейбл: Quality Control Music, OGG - Формат: Завантаження музики    |
| OGZAY (разом із Zaytoven)                   | - Випущено: 23 квітня 2015 - Лейбл: Quality Control Music, OGG - Формат: Завантаження музики    |
| Tax Free (разом із Pablo Dylan як TAX FREE) | - Випущено: 8 травня 2015 - Лейбл: Quality Control Music, OGG - Формат: Завантаження музики     |
| OGG EVERLASTING (разом з OGG)               | - Випущено: 1 червня 2015 - Лейбл: OGG - Формат: Завантаження музики                            |
| 10 Moons 2 (як Maco Mattox)                 | - Випущено: 7 вересня 2015 - Лейбл: Quality Control Music, OGG - Формат: Завантаження музики    |
| 7FRVR                                       | - Випущено: 27 квітня 2016 - Лейбл: Quality Control Music, OGG - Формат: Завантаження музики    |
| OG Maco 2: Episode 1 — The Duke of Summer   | - Випущено: 15 червня 2016 - Лейбл: Quality Control Music, OGG - Формат: Завантаження музики    |
| OG Maco 2: Episode 2 — Remember             | - Випущено: 18 червня 2016 - Лейбл: Quality Control Music, OGG - Формат: Завантаження музики    |
| Breathe 2: Episode 1 — Unite                | - Випущено: 8 липня 2016 - Лейбл: Quality Control Music, OGG - Формат: Завантаження музики      |
| Blvk Phil Collins                           | - Випущено: 20 вересня 2016 - Лейбл: Quality Control Music, OGG - Формат: Завантаження музики   |
| For Scott…                                  | - Випущено: 6 листопада 2016 - Лейбл: Quality Control Music, OGG - Формат: Завантаження музики  |
| Dynasty (разом із Jay 5)                    | - Випущено: 18 листопада 2016 - Лейбл: Quality Control Music, OGG - Формат: Завантаження музики |
| Legends Live Forever (разом із Kino Beats)  | - Випущено: 7 серпня 2019 - Лейбл: Kino World Music - Формат: Стрімінґ, завантаження музики     |
| Maco Got That Flame                         | - Випущено: 10 січня 2020 - Лейбл: Desperado Records - Формат: Стрімінґ, завантаження музики    |

### Мікстейпи
| Назва                                     | Деталі                                                                                     |
| ----------------------------------------- | ------------------------------------------------------------------------------------------ |
| Marty McFly: The Mixtape (як Maco Mattox) | - Випущено: 10 листопада 2011 - Лейбл: Самовидання - Формат: Завантаження музики           |
| 10 Moons (як Maco Mattox)                 | - Випущено: 21 лютого 2012 - Лейбл: Самовидання - Формат: Завантаження музики              |
| Live Life                                 | - Випущено: 14 лютого 2014 - Лейбл: OGG - Формат: Завантаження музики                      |
| Give Em Hell (разом із Key!)              | - Випущено: 7 серпня 2014 - Лейбл: OGG - Формат: Завантаження музики                       |
| Gifts                                     | - Випущено: 4 вересня 2014 - Лейбл: OGG - Формат: Завантаження музики                      |
| The Lord of Rage                          | - Випущено: 1 січня 2016 - Лейбл: Quality Control Music, OGG - Формат: Завантаження музики |
| Children of the Rage                      | - Випущено: 4 березня 2017 - Лейбл: OGG - Формат: Завантаження музики                      |
| OG Maco 3                                 | - Випущено: 12 червня 2017 - Лейбл: OGG - Формат: Завантаження музики                      |

### Компіляції
- I Made This Shit Before «U Guessed It» (2015)

### Сингли
Власні
| Назва                                             | Рік  | Найвищі чартові позиції | Найвищі чартові позиції | Найвищі чартові позиції | Альбом           |
| Назва                                             | Рік  | US                      | US R&B /HH              | US Rap                  | Альбом           |
| ------------------------------------------------- | ---- | ----------------------- | ----------------------- | ----------------------- | ---------------- |
| «U Guessed It»                                    | 2014 | —                       | —                       | —                       | Give Em Hell     |
| «U Guessed It (Remix)» (з участю 2 Chainz)        | 2014 | 90                      | 27                      | 21                      | OG Maco          |
| «Love in the City»                                | 2014 | —                       | —                       | —                       | OG Maco          |
| «Want More»                                       | 2014 | —                       | —                       | —                       | OG Maco          |
| «Fuckemx3» (з участю Migos)                       | 2014 | —                       | —                       | —                       | OG Maco          |
| «Suit Сase» (разом із Rome Fortune)               | 2015 | —                       | —                       | —                       | Yep              |
| «Doctor Pepper» (разом із Diplo, CL та Riff Raff) | —    | —                       | —                       | Неальбомний сингл       |                  |
| «No Love»                                         | 2016 | —                       | —                       | —                       | #BLVKPHILCOLLINS |
| «Prayer Line» (з участю Theo Ferragamo)           | —    | —                       | —                       |                         | #BLVKPHILCOLLINS |